# La Verpillière
La Verpillière je naselje in občina v vzhodnem francoskem departmaju Isère regije Rona-Alpe. Leta 2009 je naselje imelo 6.377 prebivalcev.

## Geografija
Kraj leži v pokrajini Daufineji ob kanalu reke Bourbre, 29 km jugovzhodno od Lyona.

## Uprava
La Verpillière je sedež istoimenskega kantona, v katerega so poleg njegove vključene še občine Bonnefamille, Chèzeneuve, Four, Roche, Saint-Quentin-Fallavier in Satolas-et-Bonce s 16.943 prebivalci.
Kanton Verpillière je sestavni del okrožja La Tour-du-Pin.

## Zanimivosti
- cerkev sv. Denisa;

## Pobratena mesta
- Verolengo (Piemont, Italija);